# Hypnum confertum
Hypnum confertum là một loài Rêu trong họ Hypnaceae. Loài này được Dicks. mô tả khoa học đầu tiên năm 1801.